# Marcelo Leonardo Levinas
Marcelo Leonardo Levinas (Buenos Aires, 21 de octubre de 1952) es un filósofo, físico, escritor y productor audiovisual argentino que ha desarrollado sus actividades en los ámbitos de la docencia, la investigación científica como así también en la literatura y las artes visuales.

## Formación
Levinas es Profesor en Filosofía, Licenciado y Doctor en Ciencias Físicas, todos títulos otorgados por la Universidad de Buenos Aires (UBA). Su formación abarca la física teórica, la filosofía e historia de la ciencia, la psicología cognitiva y la didáctica de las ciencias naturales y sociales, disciplinas a las que dedicó el ejercicio de la docencia a nivel universitario y la mayor parte de sus investigaciones.

### Docencia
Fue Profesor Titular Plenario en la Facultad de Filosofía y Letras de la UBA y Director del Departamento de Historia de dicha facultad (2001-2003). Fue Profesor en la Facultad Latinoamericana de Ciencias Sociales (FLACSO).Ha dictado diversos cursos y conferencias en distintas universidades nacionales y del exterior en Colombia, España, Italia y los Estados Unidos.

### Investigación
Levinas se ha desempeñado como Investigador Principal del Consejo Nacional de Investigaciones Científicas y Técnicas (CONICET),abarcando diversas disciplinas y áreas interrelacionadas.
En física teórica, sus áreas de investigación han sido la Relatividad General y la Teoría de Campos. Ha publicado sus investigaciones en diferentes revistas internacionales como: Physics Letters A y B, Physica, International Journal of Modern Physisc, Classical and Quantum Gravity, General Relativity and Gravitation, Journal of Mathematical Physics, etc.
En historia y filosofía de la ciencia, ha publicado libros, capítulos de libros y diversos artículos en revistas internacionales.The Stanford Encyclopedia of Philosophy ha destacado sus estudios en «diferentes aspectos de la historia de la física a principios del siglo XX, particularmente en relación con las obras de Einstein». Ha participado de la Enciclopedia Iberoamericana de Filosofía con el capítulo "Filosofía y ciencias de la naturaleza en el siglo XIX". Se ha especializado en las teorías sobre cambio conceptual, área en la que ha dirigido varios proyectos de investigación tanto en la UBA como en el CONICET, y ha participado con un capítulo en el International Handbook of Research on Conceptual Change sobre este tema.
Se puede destacar su obra Las Imágenes del Universo. Una Historia de las Ideas del Cosmos (1996).Editó La Naturaleza del Tiempo: Usos y Representaciones del Tiempo en la Historia (2008).
En educación han tenido repercusión sus trabajos tanto en la didáctica de las ciencias naturales como en las sociales, como así también sus trabajos en psicología cognitiva y del aprendizaje. 

## Trayectoria artística
Levinas ha tenido una importante producción tanto literaria como en las artes audiovisuales. Es autor de diversos ensayos filosóficos y literarios; director, guionista y productor de obras de teatro, cortometrajes y espectáculos audiovisuales. Ha publicado las novelas Visitantes en la memoria (1994), El último final (2005),y Te lo digo por tu bien (2022). Su segunda novela, El último crimen de Colón (2001) fue finalista del premio Planeta 1999 (con el título Su último crimen) y su contenido ha sido mencionado y estudiado en tesis de maestría y doctorado.